# Peux-et-Couffouleux
Peux-et-Couffouleux é uma comuna francesa na região administrativa de Occitânia, no departamento de Aveyron. Estende-se por uma área de 21,71 km². Em 2010 a comuna tinha 87 habitantes (densidade: 4 hab./km²).